# Un diamante con le ali
Un diamante con le ali (Angels in the Infield) è un film del 2000 diretto da Robert King.

## Prequel e sequel
Un diamante con le ali è il seguito di Angels (Angels in the Outfield) del 1994 e del film Angeli alla meta (Angels in the Endzone) del 1997.